# 楯齒龍屬
楯齒龍屬（屬名：Placodus）又名盾齒龍，是種已滅絕海生爬行動物，屬於楯齒龍目，生存於三疊紀中期的淺海地區，約2億4000萬年前，楯齒龍的化石發現於歐洲德國、法國、波蘭與中國。

## 古生物學

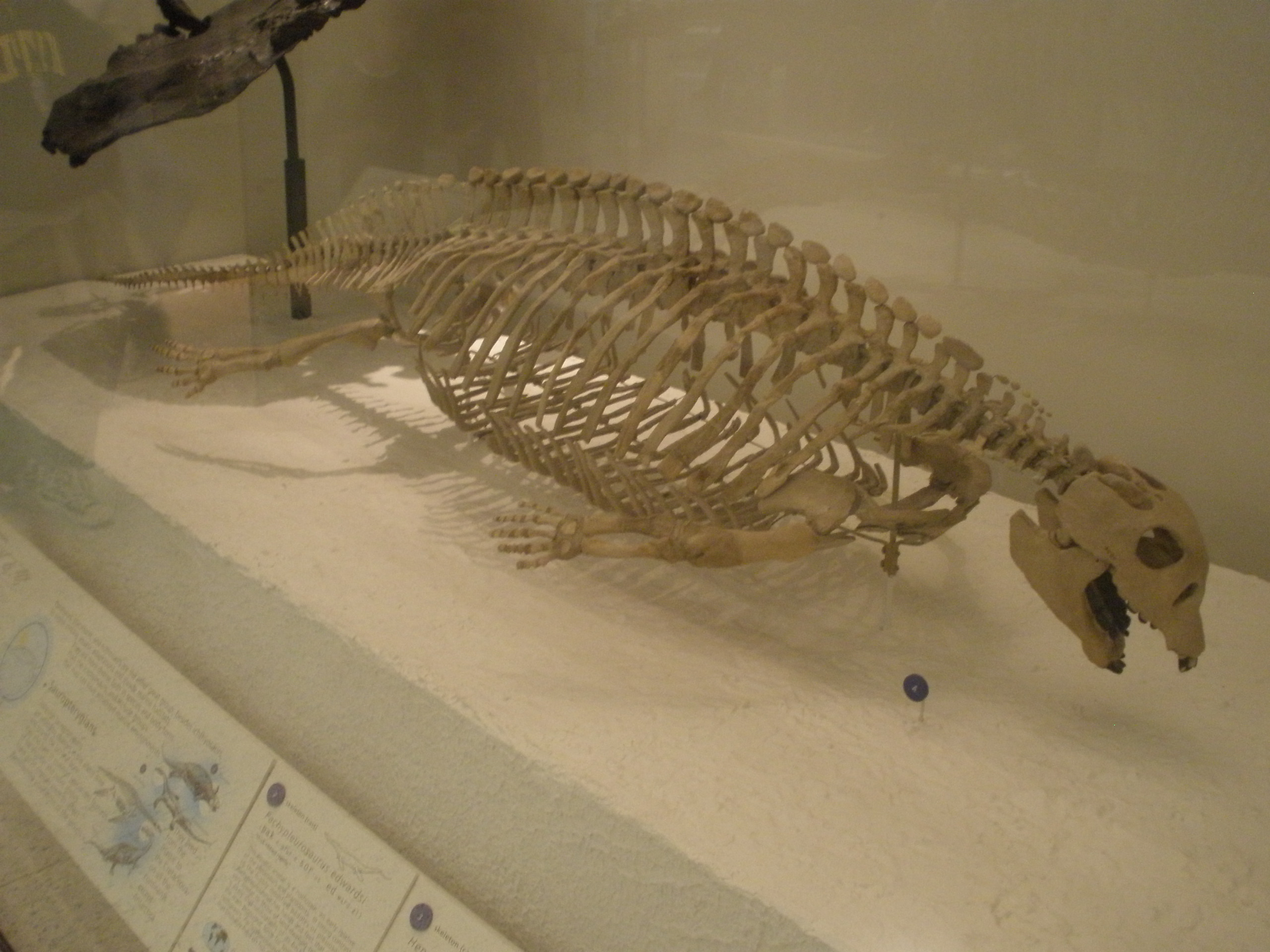
楯齒龍的身體骨骼

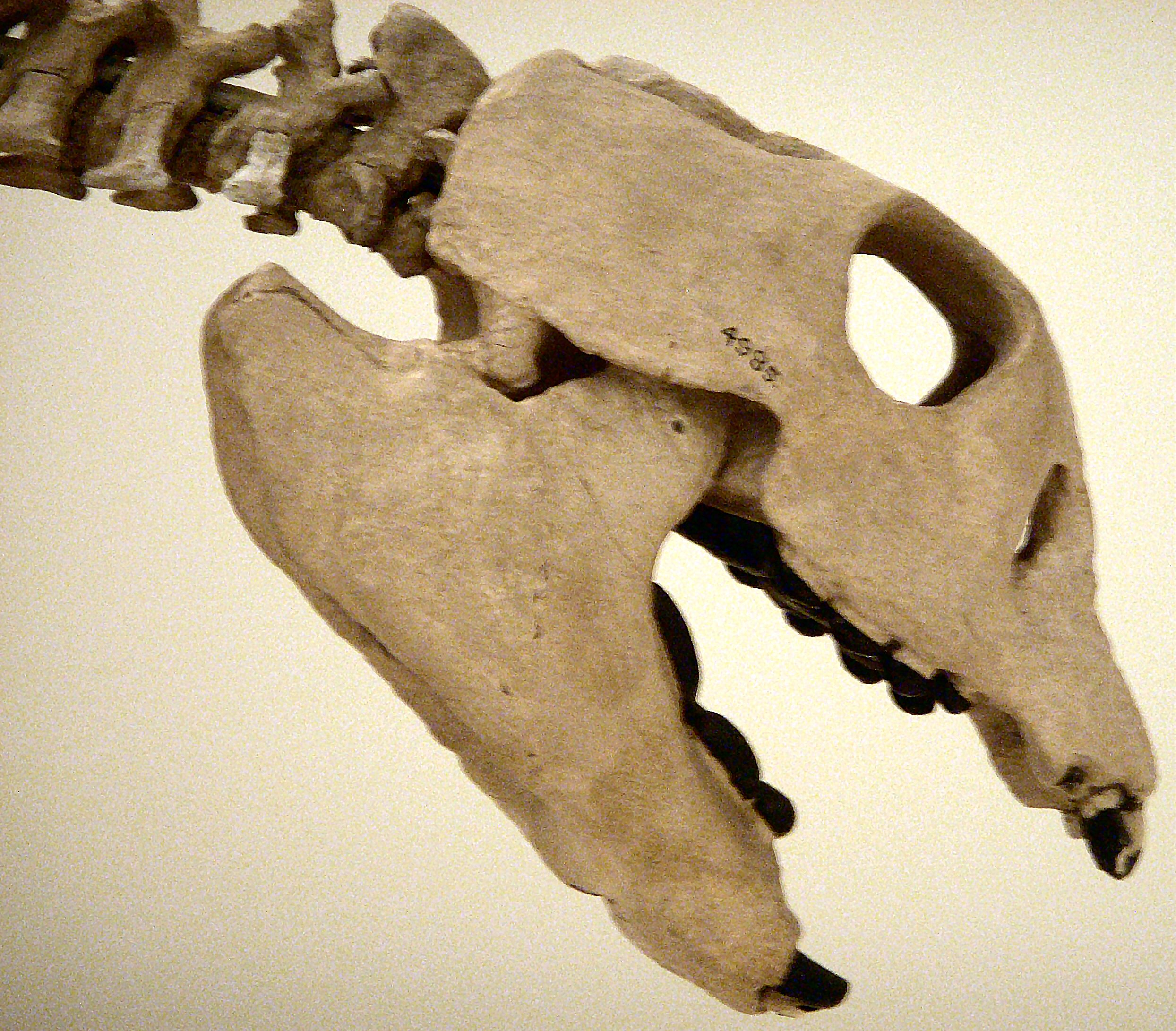
楯齒龍的頭顱骨（編號AMNH）

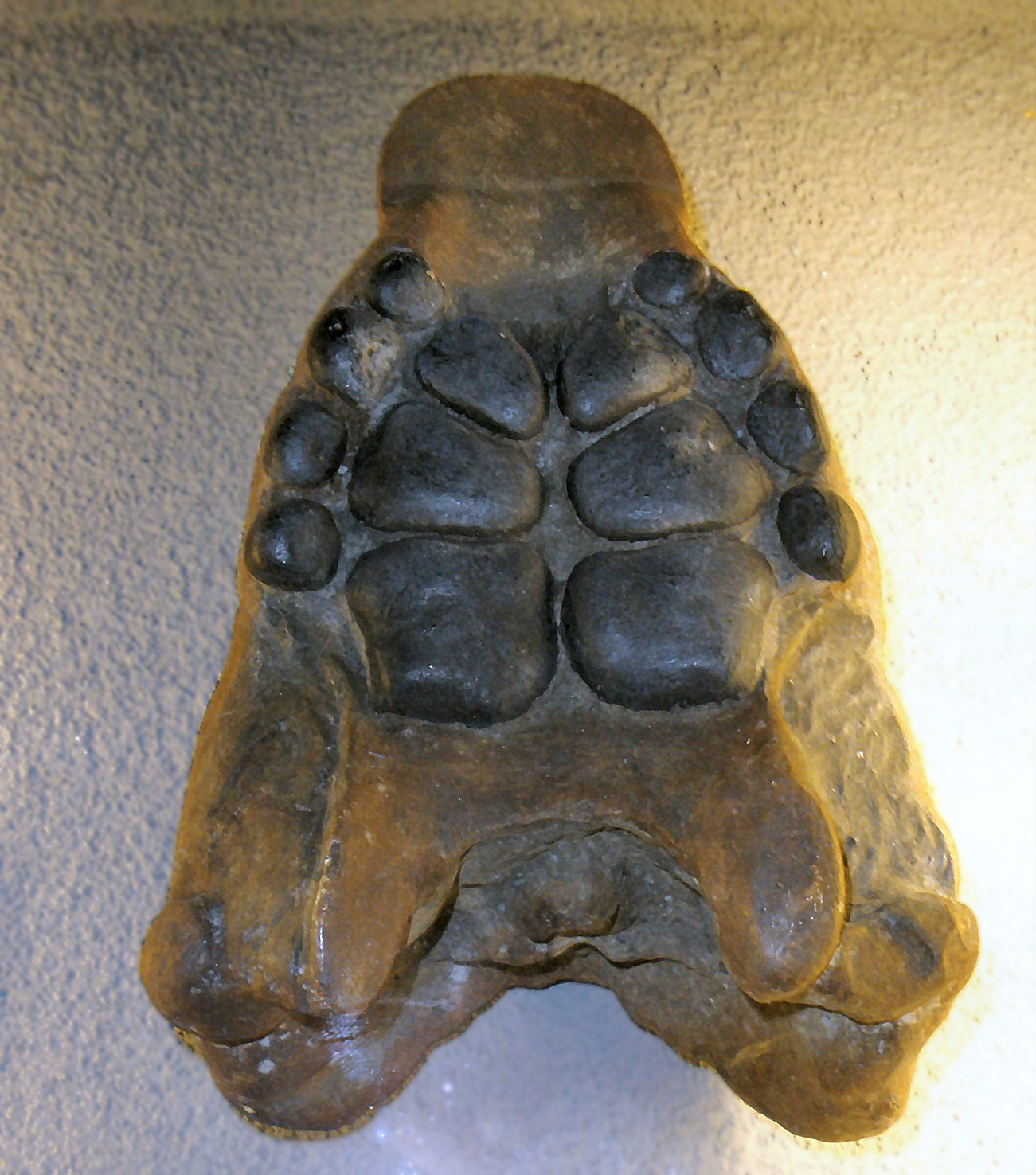
楯齒龍的上頜與齶骨

楯齒龍有略胖的身體與長尾巴、短頸部，身長約2公尺，可能生存在淺水區域。楯齒龍的強壯頭顱與牙齒顯示牠們特化為以貝類如雙殼綱為食。楯齒龍用突出的前齒，將水底無脊椎動物的堅硬外殼拉扯出來，並用後方的平坦牙齒，將獵物外殼壓碎。在早期的研究歷史，楯齒龍被認為有者類似魚類的牙齒。相似較小的牙齒位在齶骨。鑿狀的門齒從口鼻部前緣突出。
楯齒龍與其近親，對水生環境的適應，並不如較晚期的海生爬行動物（例如近親蛇頸龍類）。牠們的側向扁平尾巴與可能有蹼的短腿，可能是牠們在水中推進的工具。頭頂的顱頂眼可幫助這些動物尋找方向，而非單靠眼睛，顱頂眼的出現顯示是相當原始的特徵。楯齒龍的脊椎突彼此之間緊密的連結，所以牠們的身體是非常堅牢、不易彎曲的。腹部由彎曲的腹部肋骨形成的特殊護甲保護者。楯齒龍有密集的骨頭、厚重的腹部肋骨、背部骨頭上有一排骨瘤，所以牠們不能輕易漂浮，但可以輕易地停留在海床上尋找食物。身上的護甲可保護牠們免受掠食動物攻擊，但也妨礙牠們在陸地上的機動性，讓楯齒龍在陸地上緩慢又笨拙。牠們的確是陸地動物，但到海中尋找食物。牠們主要的食物是海床上的軟體動物、腕足動物、甲殼類。